# Эбботт, Грейс
Грейс Э́бботт (англ. Grace Abbott; 17 ноября 1878, Гранд-Айленд, Небраска — 19 июня 1939, Чикаго, Иллинойс) — американская общественная деятельница, социальная работница.
Активно участвовала в борьбе за права женщин и детей, в частности за запрет детского труда. Состояла в Женской лиге профсоюзов. Ей был поручен контроль за исполнением первого федерального закона о детском труде (1916). В 1921—1934 годах возглавляла Бюро по делам детей. Участвовала в разработке закона о социальном страховании. Сестра Эдит Эббот.